# Conservante
Conservantes alimentares são aditivos alimentares que têm a função de impedir ou retardar alterações em alimentos causadas por microrganismos ou enzimas, devendo sempre estar associados a outros tratamentos tecnológicos. 

## Ação
Estas substâncias devem matar ou inibir o desenvolvimento de microrganismos tanto pela alteração da permeabilidade da membrana celular, quanto pela interferência em reações metabólicas essenciais para o crescimento e divisão celular.

## Principais tipos utilizados em alimentos
- Ácidos lipofílicos e derivados

Propionatos, ácido sórbico e sorbatos, ácido benzóico e benzoato de sódio e ésteres do ácido p-hidroxibenzóico. Estes ácidos são eficazes em alimentos que possuam o pH inferior a 5,5 e são comumente usados para a inibição de bolores e leveduras, que se desenvolvem em condições de baixo pH.
- Nitratos e Nitritos

Nitratos e nitritos, além das propriedades conservantes, são fixadores de cor e agentes de cura para a carne. São de grande importância no preparo de produtos curados, pois ajudam a evitar o aparecimento do Clostridium botulinum. Os nitratos e nitritos provém de diversas fontes naturais, como vegetais cultivados em terra adubada ou água de poços. A maior parte do nitrato ingerido é excretado pelo nosso organismo, porém parte desse nitrato pode ser convertido em nitrito pelas bactérias intestinais. Atualmente, tem-se criticado a utilização desses conservadores em alimentos, uma vez que nitritos e aminas podem se combinar para formar as nitrosaminas, substâncias sabidamente cancerígenas.
- Dióxido de enxofre e derivados

Esses compostos são adicionados aos alimentos para evitar o escurecimento (enzimático e não enzimático) e inibir o crescimento de microrganismos não desejáveis. É pouco conhecido o mecanismo de ação dessas substâncias sobre os microrganismos, porém acredita-se que elas sejam microbicidas. A sua principal aplicação é em sucos de frutas de baixo pH, na indústria de vinagre e em salsichas. Um exemplo é o anidrido sulfuroso, que protege a cor da carne, tornando-a vermelha, e tem seu uso permitido em produtos frescos como o camarão. Em carnes frescas, o uso desse conservante é proibido, pois esconde o processo de deterioração.
- Ácido bórico e tetraborato de sódio

Esses ácidos são única e exclusivamente permitidos em coalhos. O ácido bórico é bastante tóxico, e se ingerido em excesso  pode causar náuseas, vômitos e diarreias, podendo até ser letal.
- Ácido de-hidroacético e dehidroacetato de sódio

Esses compostos são utilizados na conservação de refrescos e de leite fermentado. Eles podem causar problemas renais, além de vômitos e convulsões, se ingeridos em doses elevadas.⁴